# نرلنز نول
نرلنز نول(به انگلیسی: Nerlens Noel) بسکتبالیست هائیتی-آمریکایی است.او یک فصل برای تیم بسکتبال دانشگاه کنتاکی بازی کرد.وی در دوران دبیرستان یکی از بهترین بازکنان دبیرستانی آمریکا در پست سنتر بود.وب در رسانه‌ها به خاطر مدل موهایش شناخته شده است.

## اوایل زندگی و دوران دبیرستان
نرلنز در شهر اوریت ایالت ماساچوست متولد شد.وی یک سال در دبیرستان اوریت تحصیل کرد و سپس همراه خانواده‌اش به شهر تیلتون در ایالت همپشایر مهاجرت کردند.نرلنز دو برادر دارد که یکی در لیگ ملی فوتبال آمریکا و دیگری در تیم فوتبال دانشگاه کارولینا شمالی بازی می‌کنند.
وی در سال ۲۰۱۲ از طرف ESPN و سایت Scout به عنوان برترین بازیکن دبیرستانی شناخته شد.همچنین کمپانی های نایکی  و ایرجردن او را به مسابقه‌های آل‌استار خود دعوت کردند.

## دوران دانشگاه

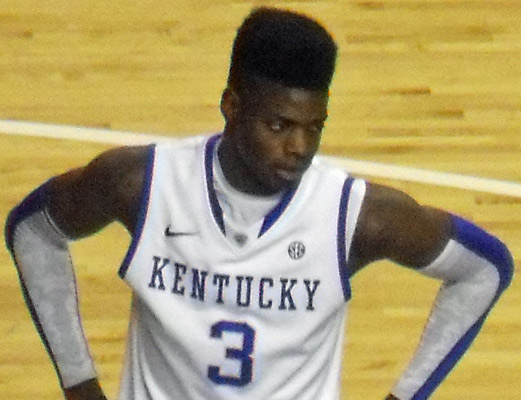
نرلنز نوئل در جریان یک بازی بسکتبال مردانه

نرلنز در آوریل ۲۰۱۳ اعلام کرد که از بین سه تیم دانشگاهی سیراکیوز، جورج‌تون و کنتاکی، تیم کنتاکی وایلدکتز را برای ادامه دوران حرفه‌اش انتخاب کرده؛پس از این اقدام بسیاری او را از نظر قد و قردت بلاک‌شات کردن با انتونی دیویس-سنتر جوان تیم نیو اورلئانز هورنتس و پیشین کنتاکی-مقایسه کردند.دیویس در NBA Draft سال ۲۰۱۲ به عنوان اولین انتخاب توسط تیم نیو اورلئانز گزینش شد.
در تاریخ ۲۹ ژانویه ۲۰۱۲ در بازی‌ای مقابل تیم دانشگاه می‌سی‌سی‌پی، نول رکورد بیشترین بلاک‌شات در یک بازی برای دانشگاه کنتاکی را با ۱۲ بلاک به نام خودش ثبت کرد.
در ۱۲ فوریه ۲۰۱۳ در بازی‌ای مقابل تیم فلوریدا،رباط صلیبی جلویی یا ACL زانوی چپ نرلنز پاره شد و او را از بازی کردن برای ادامه‌ی فصل بازداشت؛با این حال او اعلام کرد که در NBA Draft سال ۲۰۱۳ شرکت خواهد کرد.
پیش از مصدومیت وی به عنوان برترین بازیکن در NBA Draft سال ۲۰۱۳ شناخته می‌شد ولی با وجود مصدومیت زانو احتمال سقوط وی به رتبه‌های پایین‌تر در درفت وجود دارد.